# Madecourt
Madecourt é uma comuna francesa na região administrativa de Grande Leste, no departamento de Vosges. Estende-se por uma área de 4,49 km². Em 2010 a comuna tinha 52 habitantes (densidade: 11,6 hab./km²).